# Україна сльозам не вірить
«Украї́на сльоза́м не ві́рить» — телевізійне талант-шоу, на меті якого виявити талановитих акторів, здатних вміло танцювати та співати. Перший ефір програми відбувся 29 серпня 2010 на Новому каналі. Учасники шоу змагалися за головні ролі у майбутньому мюзиклі «В джазі тільки дівчата», зйомки якого були заплановані на початок 2011 року.
Творчим продюсером проєкту був композитор Костянтин Меладзе. Членами журі виступали Наталія Андрєйченко, Ані Лорак та Євген Папунаїшвілі. Ведучі — Марія Єфросініна, Сергій Притула та Олександр Педан. Програма виходила наживо щонеділі о 20:00 до 28 листопада (фінал).
Назва шоу — алюзія на відомий радянський фільм «Москва сльозам не вірить».

## Правила
Учасники телепроєкту «Україна сльозам не вірить» змагаються у трьох категоріях:
- претендентів на головну жіночу роль («лірична героїня»)
- претендентів на комедійну роль («комедійний персонаж»)
- претендентів на головну чоловічу роль («романтичний герой»).

Завданням конкурсантів є найдовше протриматися у проєкті, для чого вони мають якнайліпше поставити власні номери за оцінкою журі. Конкурсанти, які отримують найменшу кількість балів журі, потрапляють у номінацію на вибуття із проєкту. Ті, хто протримається у своїй категорії найдовше, отримують відповідні ролі у майбутньому мюзиклі «В джазі тільки дівчата».
Виступи. Змагання проходять у трьох дисциплінах: кіноакторська, вокальна та танцювальна майстерність. На кожному ефірі шоу кожна група конкурсантів змагається у призначеній їй на певний ефір дисципліні. Учасники мають у прямому ефірі показати на розсуд журі і глядачів свої заготовлені пісенні чи танцювальні номери, або представити відзняті раніше кіноуривки за їх участю (так звані «кінопроби»). У кожному номері чи кінопробі бере участь один чи два учасники, після чого вони отримують коментарі та оцінки журі. Дозволяється також факультативна участь конкурсантів у номерах інших конкурсантів (без виставлення їм оцінок). Усі номери учасників готуються за участю та під керівництвом професійних режисерів, хореографів та акторів.
Коментарі. Після кожного номера чи показу кіноролика, «сценічна» ведуча Марія Єфросініна чи «закулісні» ведучі Олександр Педан та Сергій Притула передають слово журі задля отримання коментарів виступу. Як правило, висловлюється член журі, для якого показуваний вид мистецтва є профільним: Наталія Андрєйченко коментує акторську майстерність, Ані Лорак — спів, Євген Папунаїшвілі — танцювальну вправність. Зазвичай висловлюються щонайменше два члени журі. Слово для коментарів за бажанням може взяти також творчий продюсер шоу Костянтин Меладзе, що сидить трішки осторонь, але поруч із журі. (На знак того, що продюсер просить слово, його місце підсвічується червоним кольором).
Оцінки. Після отримання коментарів, конкурсанти чекають на оцінки журі за кулісами. Члени журі оцінюють виступ від 1 до 10, таким чином, що сумарна оцінка за виступ може бути числом від 3 до 30. Після того, як усі конкурсанти представлять свій номер та отримають оцінки, учасники, що отримали найменші сумарні оцінки у своїх групах, потрапляють у номінацію на вибуття із шоу (або просто, «у номінацію»). Усі інші учасники автоматично проходять у наступний ефір шоу.
Номінація. Із конкурсантів (зазвичай трьох), які потрапили у номінацію на вибуття, одного учасника має право «спасти» творчий продюсер Костянтин Меладзе. Серед інших учасників у номінації вибуває той, хто набере найменшу кількість голосів у СМС-голосуванні глядачів. Голосування триває під час близько півгодинної перерви шоу та під час «прощальних» виступів номінантів. Після завершення виступів голосування припиняється і ведуча Марія Єфросініна оголошує ім'я того, хто покидає шоу.
Зміни у правилах. Після п'ятого концерту 24 жовтня («екватору») правила шоу було змінено. Учасників було об'єднано у одну групу, а в кожному наступному ефірі вони матимуть змагатися відразу в трьох мистецтвах — вокальному, танцювальному та акторському.

## Учасники
Усього відбулося 10 концертів (ефірів) телепрограми. У наведених нижче таблицях вказано кількість концертів у яких учасниця чи учасник брали участь, а також кількість потраплянь у номінацію на вибування.
| Учасниця           | Ефірів | Номінацій |
| Олександра Єгорова | 10     | 1         |
| Марія Собко        | 10     | 2         |
| Ганна Сергєєва     | 9      | 2         |
| Олеся Гайова       | 6      | 2         |
| Катерина Сільченко | 2      | 1         |

| Учасник            | Ефірів | Номінацій |
| Ірина Розенфельд   | 10     | 1         |
| Віталій Таганов    | 10     | 1         |
| Юлія Домашець      | 9      | 0         |
| Анастасія Блажчук  | 9      | 3         |
| Дмитро Коноваленко | 4      | 1         |
| Наталія Акіменко   | 3      | 1         |

| Учасник              | Ефірів | Номінацій |
| Костянтин Войтенко   | 10     | 1         |
| Володимир Кожевніков | 10     | 2         |
| Валерій Величко      | 9      | 1         |
| Павло Алдошин        | 8      | 2         |
| Дмитро Толочко       | 6      | 1         |

Перший ефір пройшов без оцінок журі та вибування, тому першою конкурсанткою, яка полишила з шоу, стала Катерина Сільченко після другого ефіру.

### Фіналісти та переможці
Після дев'ятого концерту із 10 учасників шоу, що залишилися на проєкті, до наступного ефіру потрапили лише шестеро. За рішенням спільного СМС-голосування (оцінки журі не виставлялися) фіналістами шоу стали: Костянтин Войтенко, Олександра Єгорова, Володимир Кожевніков, Ірина Розенфельд, Марія Собко, Віталій Таганов.
Переможцями шоу стали:
- 1 місце — Володимир Кожевніков
- 2 місце — Олеся Єгорова
- 3 місце — Марія Собко

## Номінації та вибування
| Ефір                                                               | Врятовано продюсером                      | Залишається                      | Вибуває            |
| Другий концерт 2                                                   | Володимир Кожевніков                      | Ірина Розенфельд                 | Катерина Сільченко |
| Третій концерт 3                                                   | Олеся Гайова                              | Павло Алдошин                    | Наталія Акіменко   |
| Четвертий концерт 4 [Архівовано 29 жовтня 2010 у Wayback Machine.] | Марія Собко                               | Костянтин Войтенко               | Дмитро Коноваленко |
| П'ятий концерт 5 [Архівовано 28 жовтня 2010 у Wayback Machine.]    | —                                         | Настя Блажчук Костянтин Войтенко | Олеся Гайова       |
| Шостий концерт 6 [Архівовано 5 листопада 2010 у Wayback Machine.]  | Ганна Сергєєва                            | Марія Собко                      | Дмитро Толочко     |
| Сьомий концерт 7 [Архівовано 11 листопада 2010 у Wayback Machine.] | Настя Блажчук Володимир Кожевніков (вето) | Олександа Єгорова Павло Алдошин  | — (вето)           |
| Восьмий концерт                                                    | Ганна Сергєєва                            | Віталій Таганов                  | Настя Блажчук      |

Після п'ятого концерту правила шоу було змінено таким чином, що доля номінантів вирішується СМС-голосуванням не одразу після концерту, на якому їх було номіновано, а лише після наступного концерту. Виступи номінантів показуються на початку наступного концерту і відрізняються тим, що вони не отримують оцінок журі (лише коментарі). Голосування глядачів триває до завершення концерту. Після виступу усіх учасників оголошується, хто покидає проєкт за результатами голосування, а хто потрапляє у нову номінацію за результатами оцінок журі.